# Waleryj Wialiczka
Waleryj Sihizmundawicz Wialiczka (biał. Валерый Сігізмундавіч Вялічка, ros. Валерий Сигизмундович Величко, Walerij Sigizmundowicz Wieliczko; ur. 12 września 1966 w Brześciu) – białoruski piłkarz, grający na pozycji napastnika, reprezentant Białorusi, sędzia piłkarski kategorii FIFA.

## Kariera piłkarska

### Kariera klubowa
Karierę piłkarską rozpoczął w 1984 w klubie Dynama Brześć. Następnie przez pewien okres występował w drużynach amatorskich takich jak Lakamatyu Baranowicze, Tekstilszczik Baranowicze, Tekstilszczik Brześć i Pedinstytut Brześć. W 1989 powrócił do Dynama Brześć. W latach 1991–1993 bronił barw Dynama Mińsk. W 1994 wyjechał za granicę, gdzie występował w takich klubach jak Maccabi Riszon le-Cijjon, Spartak Moskwa, Lokomotiw-NN Niżny Nowogród i Seongnam Ilhwa Chunma, w którym ukończył karierę piłkarską.

### Kariera reprezentacyjna
Od 28 października 1992 do 14 lutego 1996 rozegrał 4 mecze w reprezentacji Białorusi.

## Kariera sędziowska
Po zakończeniu kariery zawodniczej pracuje jako sędzia piłkarski kategorii FIFA.

## Nagrody i odznaczenia
- Mistrz Białorusi: 1992, 1993
- Zdobywca Pucharu Białorusi: 1992
- Z 9 bramkami zakwalifikował się do 10 najlepszych strzelców Wyższej Ligi ZSRR: 1991.